# 20 juin dans les chemins de fer
20 mai 20 juillet
Chronologies thématiques
- Croisades
- Sports
- Disney

Cette page concerne les événements qui se sont déroulés un 20 juin dans les chemins de fer.

## Événements

### XIXesiècle
- 1846. France : ouverture par la compagnie du Nord de la ligne Paris - Lille : le tracé, modifié depuis, passait par Épluches entre Saint-Denis et Creil.

- 1862. États-Unis : le Sénat autorise la construction de la première ligne transcontinentale devant joindre l'Atlantique au Pacifique. Cette ligne a été achevée le 10 mai 1869.

- 1867. France : Inauguration des sections Montréjeau - Tarbes et Lourdes - Pau du chemin de fer de Toulouse à Bayonne (compagnie du Midi)

- 1880. Espagne : Inauguration de la section San Quirico-Ripoll du chemin de fer de Barcelone à San Juan de las Abadessas (Sociedad del ferrocarril y minas de San Juan de las Abadessas)

- 1882. France : ouverture à l'exploitation de la première section, de Dijon à Seurre, de la ligne de Dijon à Saint-Amour par la Compagnie des chemins de fer de Paris à Lyon et à la Méditerranée (PLM)[1].

### XXesiècle
- 2000. France-Italie : Alstom prend le contrôle de Fiat Ferroviaria, filiale ferroviaire du constructeur automobile italien, spécialiste des trains pendulaires.

### XXIesiècle
- 2002. Malaisie : la ligne à grande vitesse KLIA, joignant Kuala Lumpur à son aéroport, est ouverte aux voyageurs.